# Leandro Cufré
Leandro Damián Cufré (La Plata, 1978. május 9. –) argentin válogatott labdarúgó, edző.
Az argentin válogatott tagjaként részt vett a 2006-os világbajnokságon.

## Edzői pályafutása
2017-től a mexikói Santos Lagunánál már dolgozott segítőként, de vezetőedző először 2019 márciusában lett, amikor egyik korábbi csapata, a szintén mexikói Atlas edzőjévé nevezték ki.

## Sikerei, díjai
Dinamo Zagreb
- Horvát bajnok (2): 2009–10, 2010–11
- Horvát kupa (1): 2010–11
- Horvát szuperkupa (3): 2009, 2010, 2011

Argentína U20
- Ifjúsági világbajnok (1): 1997